# Hemleben
Hemleben es una localidad del municipio de An der Schmücke, en el distrito de Kyffhäuser, en el estado federado de Turingia (Alemania), a una altitud de 165 metros. Su población a finales de 2016 era de unos 220 habitantes.
Se ubica en el sureste del término municipal, separada de la ciudad por la autovía A71.
Se conoce la existencia de la localidad desde 1227, cuando se menciona con el nombre de Hameleiven en un documento del monasterio de Oldisleben. Fue municipio hasta el 1 de enero de 2019, cuando se integró en el territorio de la ciudad de An der Schmücke.